# Lycophidion uzungwense
Lycophidion uzungwense (удзунгвська вовча змія) — вид змій родини Lamprophiidae. Ендемік Танзанії.

## Поширення і екологія
Удзунгвські вовчі змії мешкають в горах Удзунгва в Танзанії. Вони живуть у вологих гірських тропічних лісах та на плантаціях. Зустрічаються на висоті від 1800 до 1900 м над рівнем моря. Живляться ящірками, відкладають яйця.